# Préfecture de Kagawa
Kagawa (香川県, Kagawa-ken) est une préfecture du Japon située dans le Nord de Shikoku.

## Histoire
La préfecture de Kagawa a été formée d'après la province de Sanuki.
Pendant une brève période allant d'août 1876 à décembre 1888, la préfecture de Kagawa a été incorporée à la préfecture d'Ehime.

### La bataille de Yashima
Situé à Takamatsu, chef-lieu de Kagawa, le mont Yashima a été le lieu d’une des batailles les plus célèbres entre les clans Heike et Genji.

## Administration

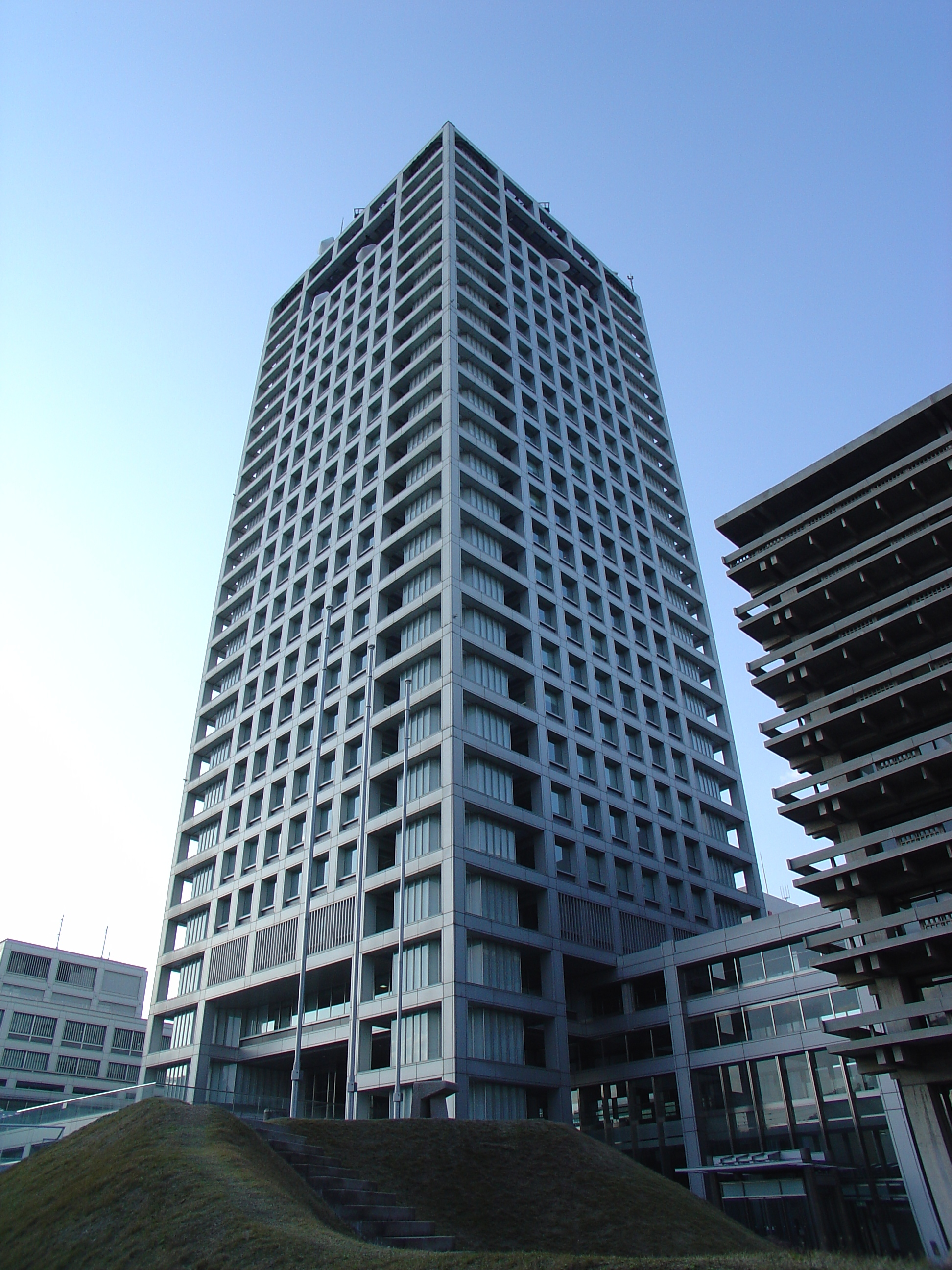
Préfecture de Kagawa.

Le bâtiment de la préfecture, la tour du bureau du gouvernement préfectoral de Kagawa a été conçu par Kenzō Tange.

## Géographie
Elle est voisine des préfectures de Tokushima, Ehime, Okayama, Hiroshima et Hyôgo. Il s'agit de la plus petite préfecture du Japon en superficie.

### Villes
Liste des huit villes de la préfecture :
- Higashikagawa ;
- Kan'onji ;
- Marugame ;
- Mitoyo ;
- Sakaide ;
- Sanuki ;
- Takamatsu (capitale) ;
- Zentsūji.

### Districts, bourgs et villages
Liste des cinq districts de la préfecture, ainsi que de leurs neuf bourgs :
| - District d'Ayauta - Ayagawa - Utazu - District de Kagawa - Naoshima | - District de Kita - Miki - District de Nakatado - Kotohira - Mannō - Tadotsu | - District de Shōzu - Shōdoshima - Tonoshō |

## Économie
La préfecture de Kagawa est le centre de production des célèbres Udon, des nouilles de 2 à 4 mm.

## Culture
La préfecture est jumelée avec la province du Shaanxi en Chine.

## Tourisme
- Le Kotohira-gū
- L'île de Shōdoshima
- Le château de Takamatsu

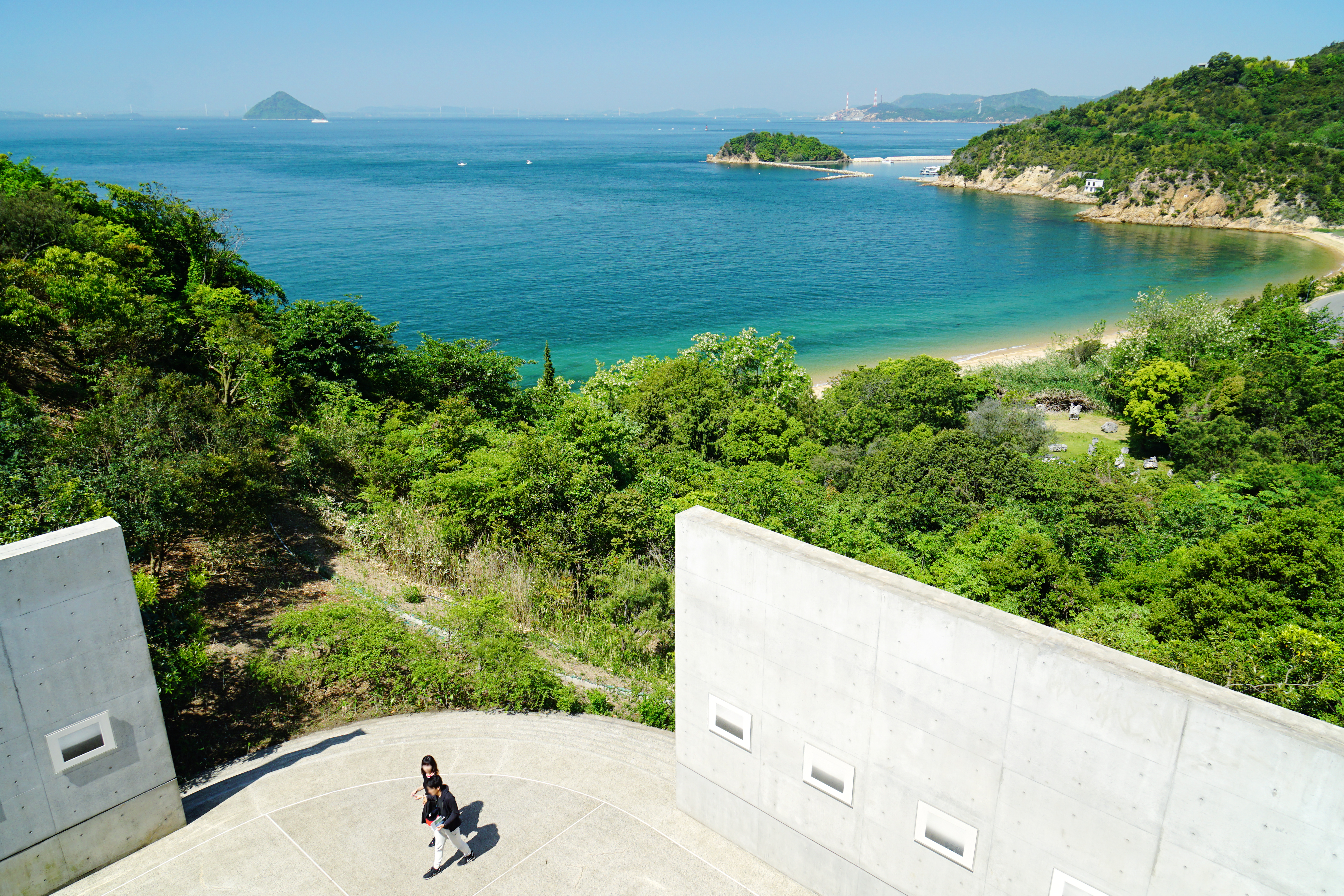
Site d'art de Naoshima.

- Yashima, le mont où eut lieu la bataille de Yashima.
- Le Ritsurin-kōen de Takamatsu
- Les îles Megi-jima et Ogi-jima
- parc préfectoral Kikaku

## Personnalités
Masayoshi Ohira, le 68e et 69e premier ministre japonais, est né dans la préfecture de Kagawa.

## Jumelages
La préfecture de Kagawa est jumelée avec les municipalités ou régions suivantes :
- Shaanxi (Chine) depuis le 22 avril 1994.